# Hustlaball

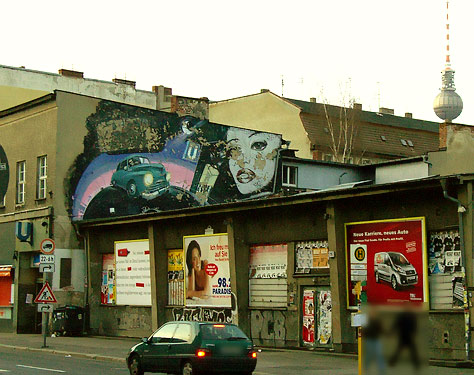
Hustlaball på KitKat Club i Berlin.

Hustlaball är en erotikmässa för homosexuella med bl.a. sexcabaret och ett dansparty organiserad av Rentboy.com och startade år 1998. Hustlaball är ett party för att hedra manliga sexarbetare. Sedan 2007 har Rentboy.com haft Hustlaball tre gånger årligen med en Las Vegasshow i januari, en Londonshow i maj, och en Berlinshow i oktober.